# Na'hem
 (mai 2025).
Na'hem (ou Ra'hem selon certaines versions) est le nom d'une prière juive spécifique de Tisha BeAv. Il en existe différentes versions selon le noussa'h

## Traduction de la prière
Console, Eternel notre Dieu, les endeuillés de Sion, et les endeuillés de Jérusalem, et la ville détruite, pillée et ruinée; sans ses enfants elle demeure, et sa tête est enveloppée, comme une femme stérile qui n'a pas enfanté
Les légions l'ont ruinée et en ont hérité; ils ont passé ton peuple d'Israël par l'épée, et ceux qui chérissent le Très-Haut furent tués par le méchant.
C'est pourquoi Sion verse des larmes amères, et Jérusalem fait entendre sa voix.
Mon cœur, mon cœur, pleure sur leurs cadavres, pleure sur leurs tués, car toi, Eternel, l'a détruite par le feu, et par le feu Tu la reconstruiras, ainsi qu'il est écrit : "Et Je serai pour elle, parole de l'Eternel, une muraille de feu l'entourant, et pour le culte, Je serai en son enceinte"
Béni es-Tu, Eternel, qui consoles Sion et construis Jérusalem

## Place dans la liturgie
Na'hem se récite lors de la prière de la 'Amida, à la suite de la berakha où l'on demande la reconstruction du Temple, dans la plupart des noussa'him. Le rite yéménite remplace quant à lui la berakha ordinaire par Na'hem. Aucun rite ne récite Na'hem en dehors de Tisha BeAv, y compris lors de jeûnes commémorant la destruction des Temples.

## Lors de quel office Na'hem est-il récité?
Les communautés ashkénazes, sépharades d'Afrique du Nord, de l'Europe de l'Ouest (à l'exception d'Amsterdam), de Géorgie, de Turquie et des Balkans n'intercalent la prière de Na'hem que lors de l'office de Min'ha (prière de l'après-midi). La raison de cette coutume est que la prière Na'hem, une prière de consolation, comporte une espérance en la gueoula (délivrance) qu'il convient de n'exprimer qu'en fin de jeûne et non auparavant. 
Certains ont pour coutume de réciter la prière de Na'hem lors des trois prières de Tisha BeAv (c'est-à-dire lors de l'Arvit, prière de la veille, de la Sha'harit, prière de matin, et de la Min'ha, prière de l'après-midi). C'est le cas des Sépharades de l'ancien Yichouv, de la communauté portugaise d'Amsterdam des Juifs d'Égypte, du Yémen et d'Italie. Cette attitude trouve sa justification dans le fait que la source de Na'hem, le Talmud de Jérusalem (Berakhot 4:3) dit qu'il faut l'ajouter dans la liturgie de Tisha BeAv sans préciser lors de quelle prière.
Les Italkim (Juifs d'Italie), respectant ces deux coutumes, intercalent la prière lors des trois offices, mais ne l'intitulent "Na'hem" (consolation) qu'à la Min'ha, et "Ra'hem" (miséricorde, pitié) lors des deux offices précédents.

## Sources
- Rav Hayim David Halevi, Responsa Assè lekha Rav 1re partie, Tel-Aviv 1977 : dans l'article 13, il expose son opposition à l'abolition de Tisha BeAv, dans l'article 14, il parle de sa position concernant la modification de la prière, et lors de quels offices la réciter.
- Rav Ovadia Yosef, Responsa Ye'have Da'at 1re partie, Jérusalem 1977 : dans l'article 43, il expose ses vues au sujet de la modification de la prière, et dans l'article 44, il traite des offices de prière dans lesquels il faut ajouter Na'hem